# Castelo de Germanelo

O Castelo de Germanelo, ou Castelo do Germanelo, localiza-se em Rabaçal, na atual na Freguesia de São Miguel, Santa Eufémia e Rabaçal, no Município de Penela, Distrito de Coimbra, em Portugal.
Nos arredores de Coimbra, a curta distância de Penela, no alto de uma colina, tal como o Castelo de Penela tinha a função genérica de defesa daquela então capital, pela linha do rio Mondego, das frequentes razias dos mouros na região Crónica dos Godos, por volta de 1180.[carece de fontes?]
Está classificado como Sítio de Interesse Público desde 2014.

## História

### Antecedentes
Acredita-se que a primitiva ocupação de seu sítio se deva a um castro romanizado.

### O castelo medieval
D. Afonso Henriques (1139-1185) criou o concelho de Germanelo e deu-lhe Carta de Foral em 1142, na qual determinava que, além de serem livres de impostos, concedia paz, perdão e isenção de justiça a todos quantos tivessem cometido crimes de homicídio, de furto, ou de qualquer outro tipo de perturbação pública, sob a condição de se refugiarem nas terras do Germanelo, de as cultivarem e de as defenderem dos ataques dos inimigos. Datará deste período a construção ou reconstrução do castelo, implantado para servir de posto avançado da segurança no trajeto Ansião-Condeixa, através do vale do Rabaçal.
Com o avanço das fronteiras para o Sul, o castelo perdeu a sua função estratégica, vindo a ser abandonado.

### Do século XX aos nossos dias
As atuais muralhas, ameadas, foram parcialmente reconstruidas no troço Norte, séculos mais tarde, seguindo o traçado original, pelo seu proprietário, o historiador de Penela, Professor Salvador Dias Arnaut (1913-1995). Com o seu falecimento os direitos sobre o imóvel foram herdados por seu filho, Salvador Jorge Arnaut , que, no ano de 2000, colocou-o à venda por 25 mil contos, para fins habitacionais ou turísticos. A mobilização popular resultante, levou a que a Câmara Municipal, à época, solicitasse ao Instituto Português do Património Arquitetónico (IPPAR) a classificação do mesmo como imóvel de valor Municipal, visando preservar o seu interesse cultural, evitando assim a especulação imobiliária. Encontrava-se, assim, em vias de classificação. Em seus muros, implanta-se um marco geodésico.

## Características
Trata-se de um pequeno castelo em estilo românico, ocupando uma área de 80 mil metros quadrados, com mata circundante.

## A lenda dos Germanelos
A história do castelo liga-se a uma antiga lenda, segundo a qual havia dois irmãos ("germanelos" = gémeos) gigantes, ferreiros, que viviam cada um no seu monte, um no Melo, a Norte, e outro no Gerumelo, a Sul. Como só dispunham de um único martelo, partilhavam-no entre si. Certo dia, o Gerumelo, de mau-humor, atirou o martelo com tanta força, que este perdeu o seu cabo no ar. A cabeça de ferro caiu no sopé do monte Melo, onde surgiu uma fonte de águas férreas; o cabo, que era de zambujo, caiu mais longe, dando origem a um zambujal.

## Galeria

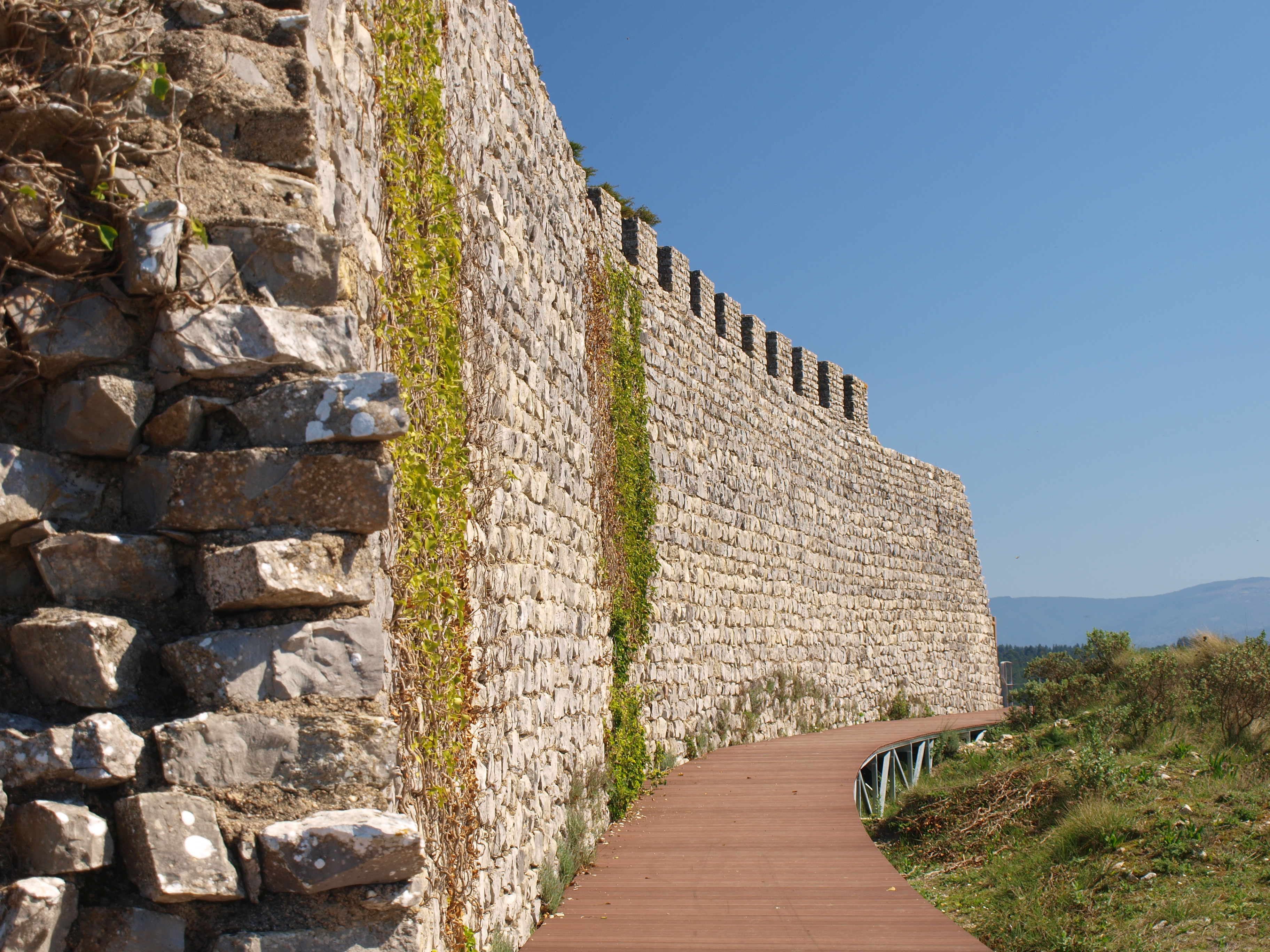
Muralha
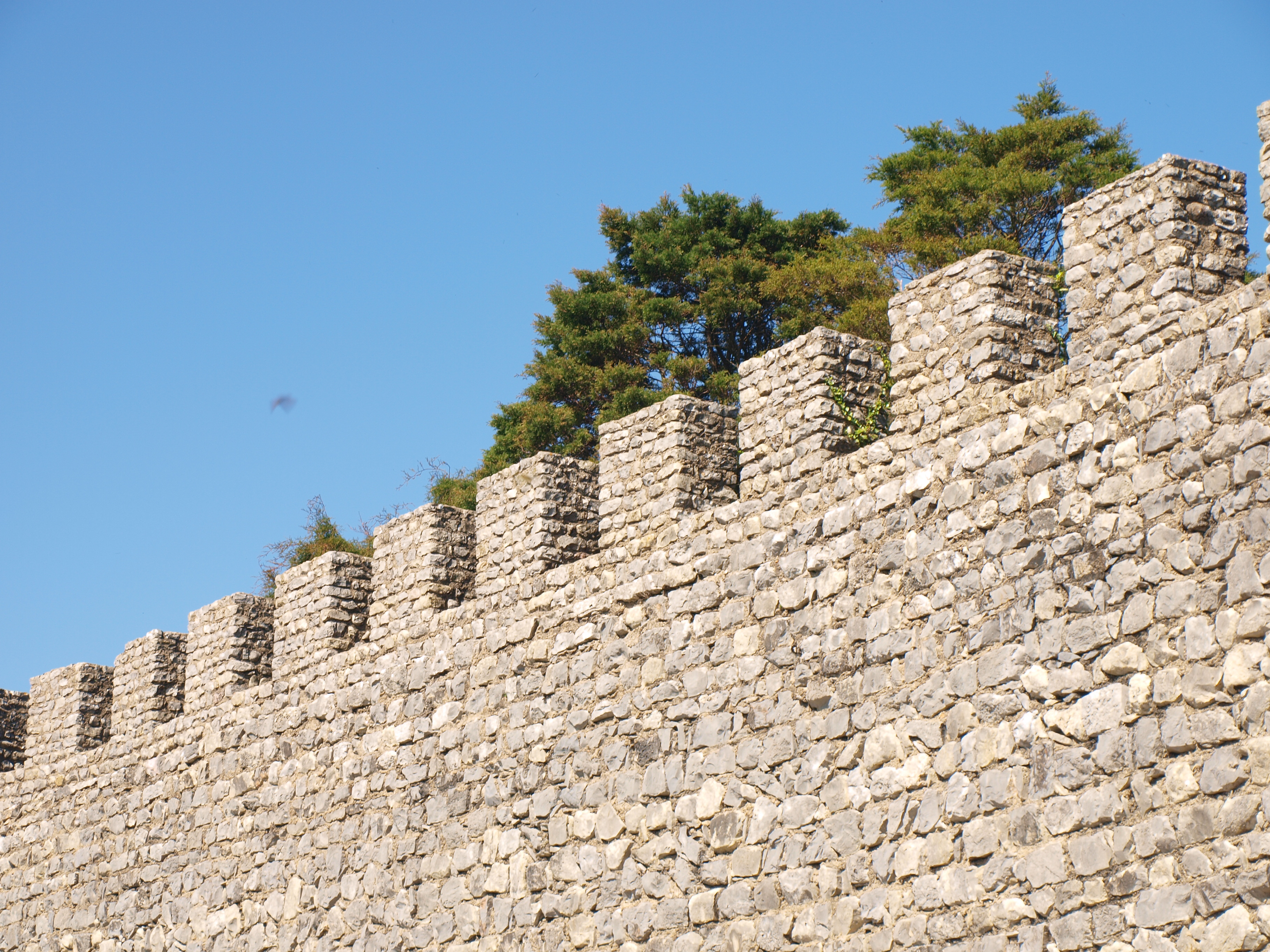
Pormenor da muralha
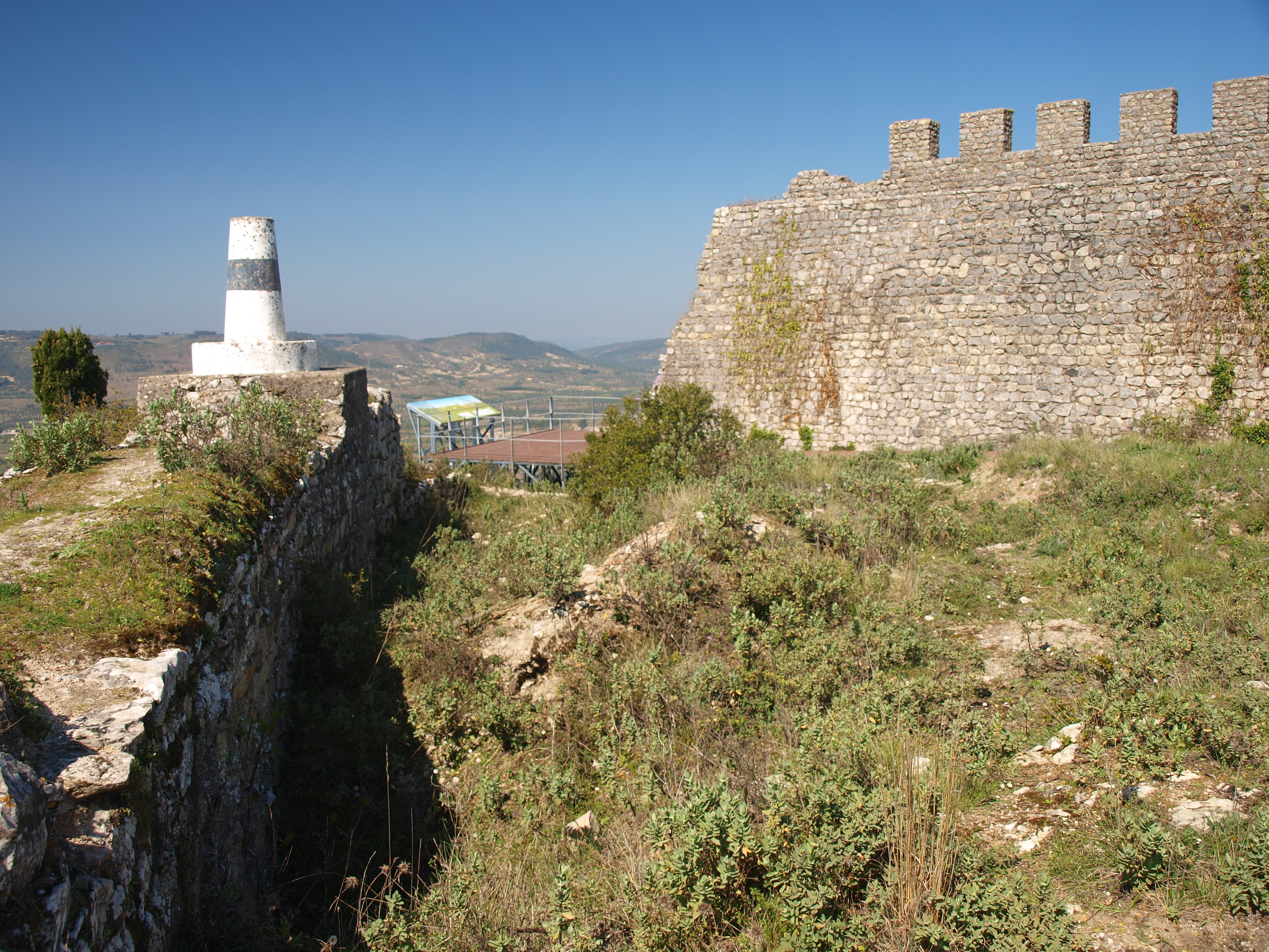
Marco geodésico